# 贝希斯敦铭文
贝希斯敦铭文（古波斯語：Bagastana）是一个位于伊朗克爾曼沙汗省貝希斯敦山上的多语言铭文，該處近伊朗西部克爾曼沙赫。

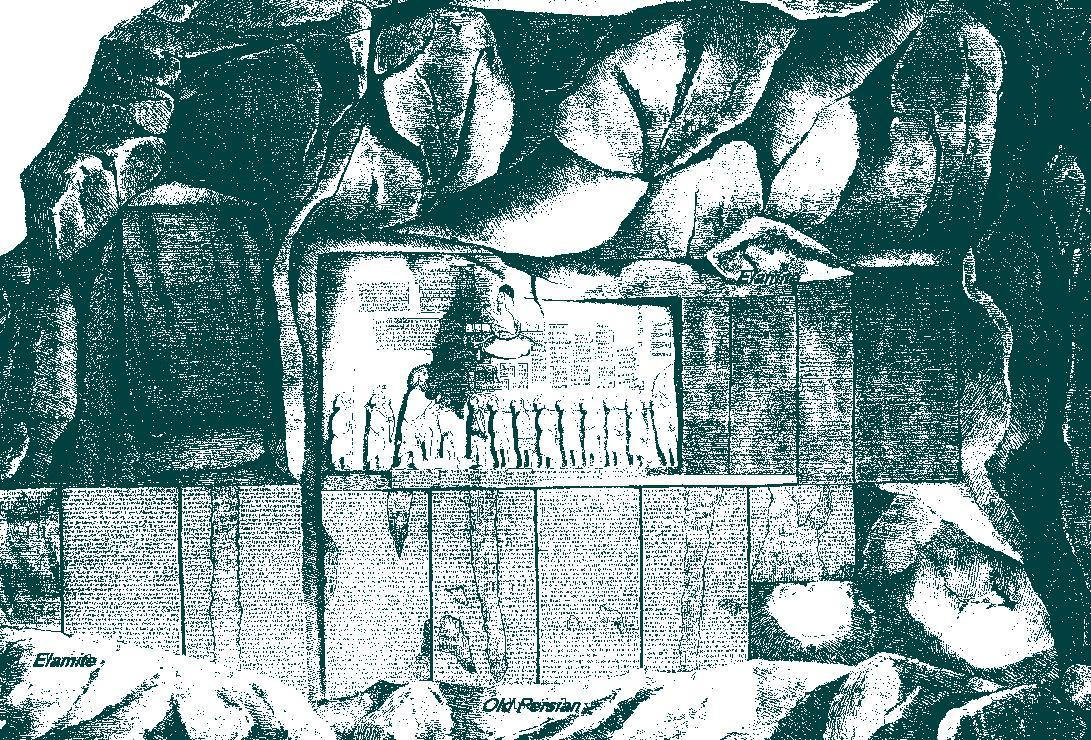

这石刻是刻在山崖，由阿契美尼德帝國（又稱波斯第一帝國）国王大流士一世在位时所立，铭记他镇压高墨达政变和各地人民起义以及他取得王位的经过。
石刻上有描繪大流士一世腳踏高墨達的浮雕及其周圍的銘文。整篇銘文以三種不同的楔形文字寫成：古波斯語（有414行）、埃兰语（有593行）及巴比倫語（一種後期的阿卡德语，有112行）。巴比倫語不像古波斯語，屬閃米特語族。於是，此石刻有如羅塞塔石碑之於埃及象形文字一樣，大力幫助專家們破解楔形文字。
1835年，英国学者劳林森到達此遺跡及拓取古波斯文銘文摹本，1843年再來拓取石刻上其餘銘文的摹本。在他及其他學者的努力下，古波斯文銘文首先被成功解讀，其它兩語銘文隨後也被成功解讀。

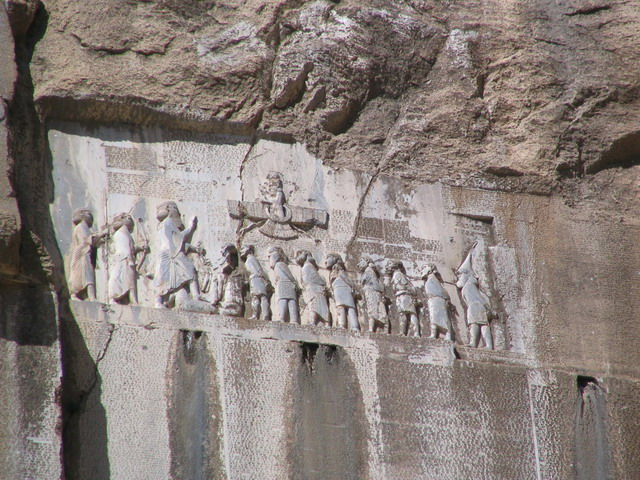

## 历史
在阿契美尼德王朝灭亡之后，古老的波斯文书写方式失传，这块铭文的重要性也随之被人遗忘，就出现了各种奇怪的解释。几个世纪以来，铭文上的人物被认为是一千多年后的萨珊波斯国王霍斯劳二世，而非现在所认为的大流士一世。
克特西亚斯提到过这块铭文，他在大约公元前400年发现了铭文的存在并且提到在铭文下方有一个喷泉和花园。他错误的判断这块铭文是「巴比伦的沙米拉姆王后献给宙斯的」。塔西陀也提到了铭文以及在悬崖底部的一些遗迹，包括一个赫拉克勒斯的祭坛。根据考古发现，包括一座前148年的雕像，与塔西陀所记载的一致。狄奥多罗斯也记录了“Bagistanon”（即贝希斯敦铭文）并声称它是由沙米拉姆写的。
一个关于贝希斯敦山（Bisotun）的传说出现了，波斯诗人菲尔多西在他於公元1000年前後寫的《列王纪》中写了一个故事，是关于波斯国王霍斯勞妻子席琳的情人法哈德的故事。传说中，他因犯罪被流放，法哈德被命令凿山找水，如果他成功了，他将被允许和席琳结婚。许多年以后，他开凿了半个山区，终于发现了水，可是却被霍斯勞告知席琳已经死了。他疯了，把斧子丢下了山，亲吻了土地，然后死去。在《霍斯勞和席琳》这本书中，法哈德的斧子是用石榴树的木头做的，在他丢斧子的地方，长出了一颗石榴树，它的果实可以治疗疾病。席琳并没有死，按照故事的说法，当她听到法哈德死去的时候显得很悲伤。
1598年英国人罗伯特·雪莉在代表奥地利使团出访波斯时，看见了这块铭文，并引起了西欧学者的注意。他们错误的认为这块铭文源自基督教。法国将军加德安（Gardanne）认为它是描繪耶稣和他的十二门徒，而罗伯特·克尔·波特认为这块铭文表现了失踪的以色列十支派和萨尔玛那萨尔一世。意大利探险家佩德罗·瓦勒在朝圣期间参观了这块铭文，大约在1621年。

## 翻译工作
德国测量师卡斯滕·尼布尔在1764年访问了丹麦弗雷德里克五世，并根据1778年的旅途而出版了该铭文的副本。乔治·弗里德里希·格罗特芬德等人使用尼布尔的抄本来解密旧波斯语，即楔形文字。格罗特芬德意识到这与楔形文字不同，老波斯文是字母文字，并且每个单词都由一个垂直的倾斜符号隔开。到1802年，格罗特芬德破译了37个老波斯文词语。
在尝试抄写古巴比伦的铭文之前，先对旧波斯文字进行了复制和破译，这被证明是一种很好的解密策略，因为旧波斯文字由于其字母性质以及所用语言而更加易于研究。这说明是透過中波斯语演变成现代的波斯语方言，并且也与琐罗亚斯德教徒著作《阿夫斯塔》中使用的阿维斯坦语言有关。
1835年，分配给伊朗国王部队的英国东印度公司陆军军官亨利·C·罗林森爵士开始认真研究碑文。由于此时这个镇的名字是贝希斯敦，因此该纪念碑被称为贝希斯敦铭文。尽管相对困难，罗林森还是能够在当地男孩的帮助下攀登悬崖，并拓印了悬崖上的古波斯文字。
有了波斯语文字，并且格罗特芬德的成果为他提供了大约三分之一的音节，罗林森开始着手破译文字。本文的第一部分列出了在希罗多德斯中发现的相同波斯国王的清单，但以原始波斯语形式而不是希罗多德斯的希腊音译。例如，Darius是原始的Dâryavuš，而不是希腊化的Δαρειος。 透過匹配名称和字符，罗林森破译了1838年以前用于古波斯语的楔形文字的类型，并将其结果介绍给了伦敦的皇家亚洲学会和巴黎的亚洲学会。
在此期间，罗林森在阿富汗进行了短暂的值班之旅，于1843年返回现场。他首先用木板弥合缝隙，然后在波斯文字和埃兰文字之间跨越了一个鸿沟，随后复制了贝希斯敦铭文。 他找到了一个当地男孩，爬上悬崖上的一条裂缝，在整个巴比伦文字上悬挂了绳索，以便可以透過纸模方法临摹铭文。爱德华·欣克斯，朱利叶斯·奥珀特，威廉·亨利·福克斯·塔尔伯特和埃德温·诺里斯等一些学者，他们无论是独立完成还是合作完成，最终都破译了这些铭文，最终使贝希斯敦铭文能够完整地阅读。
贝希斯敦铭文的旧波斯语部分的翻译为随后的解读文本的埃兰文字和巴比伦文字部分的能力铺平了道路，这极大地促进了现代亚述学的发展。

## 铭文翻译

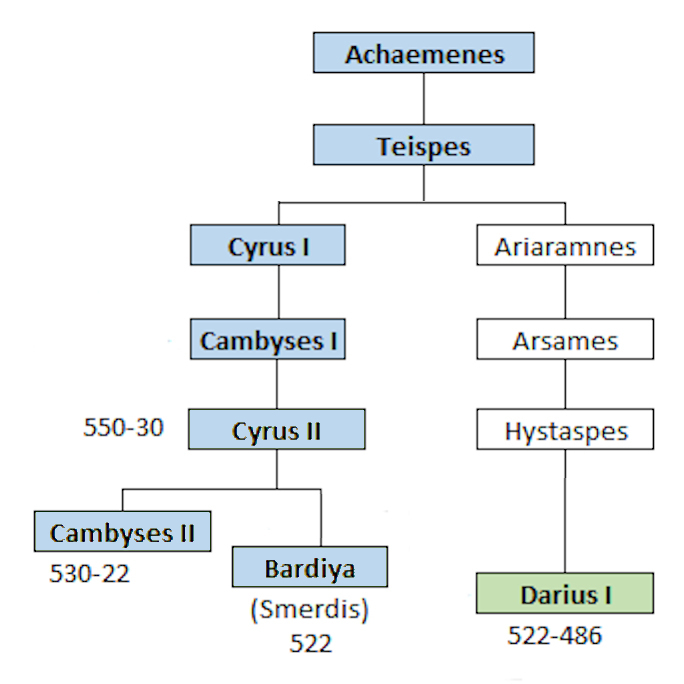
Lineage of Darius the Great according to the Behistun inscription.

主條目：貝希斯敦銘文全文

### 世系
在銘文的第一段，大流士如此描述他的祖先和世系：

王曰：朕父名希斯塔斯佩斯，其父名阿耳薩墨斯，其父名阿里亚拉玛纳 ，其父名鐵伊斯佩斯 ，其父名阿契美尼斯 。

王曰：故我國名曰阿契美尼德，是以吾等自古至尊至貴之故，是以吾等自古即為王室之故。

王曰：朕之前已有八人為王，朕九位也。我朝至今已歷經八代。

王曰：託阿胡拉馬茲達鴻福，吾乃國王，上主賜吾治此國也。

### 疆界
大流士亦有列出他擁有的領土：

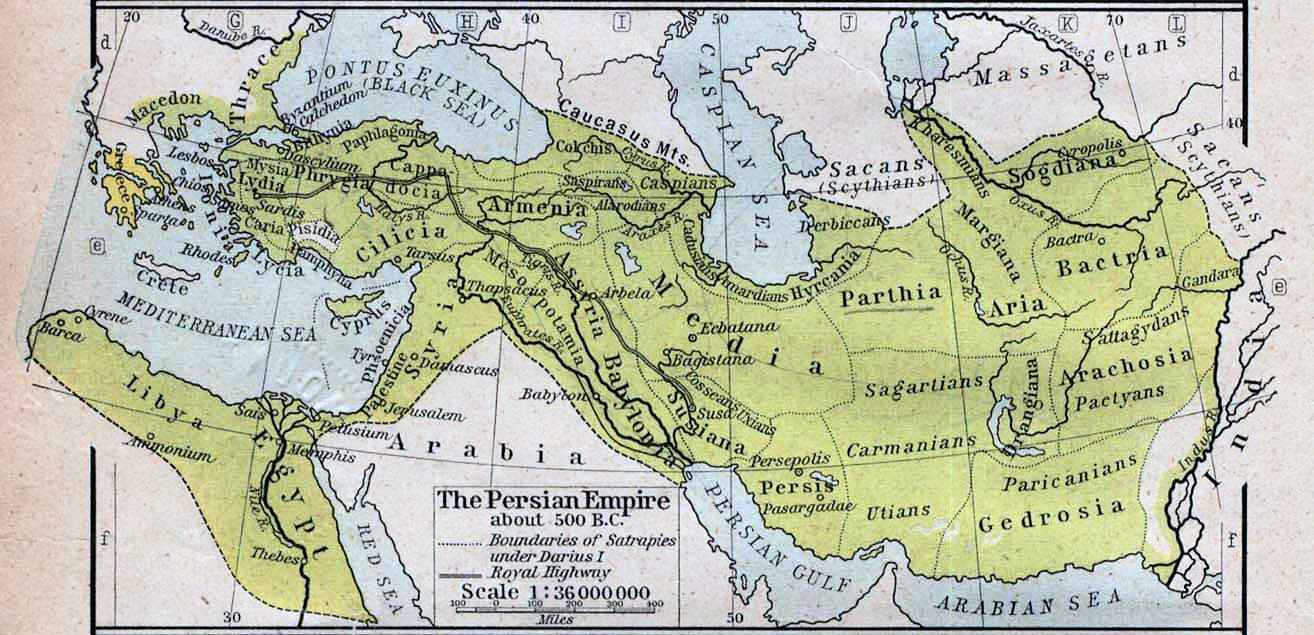
阿美契尼德帝國的最大範圍

王曰：托阿胡拉馬茲達鴻福，朕為下列各地之王：波斯、埃蘭、巴比倫、亞述、阿拉伯、埃及、沿海之地、呂底亞、希臘（伊奧尼亞）、 米底、亞美尼亞、卡帕多細亞、帕提亞、德蘭吉亞那、阿里亞、花剌子模、巴克特里亞、粟特、健馱邏、斯基泰（即今希臘馬其頓附近）、薩塔吉地亞、阿拉霍西亞及馬卡，共二十三地。

### 衝突及叛亂
在銘文後部，大流士親自描述了他在一年裏平定了居魯士二世死後，其子岡比西斯二世引發的叛亂：

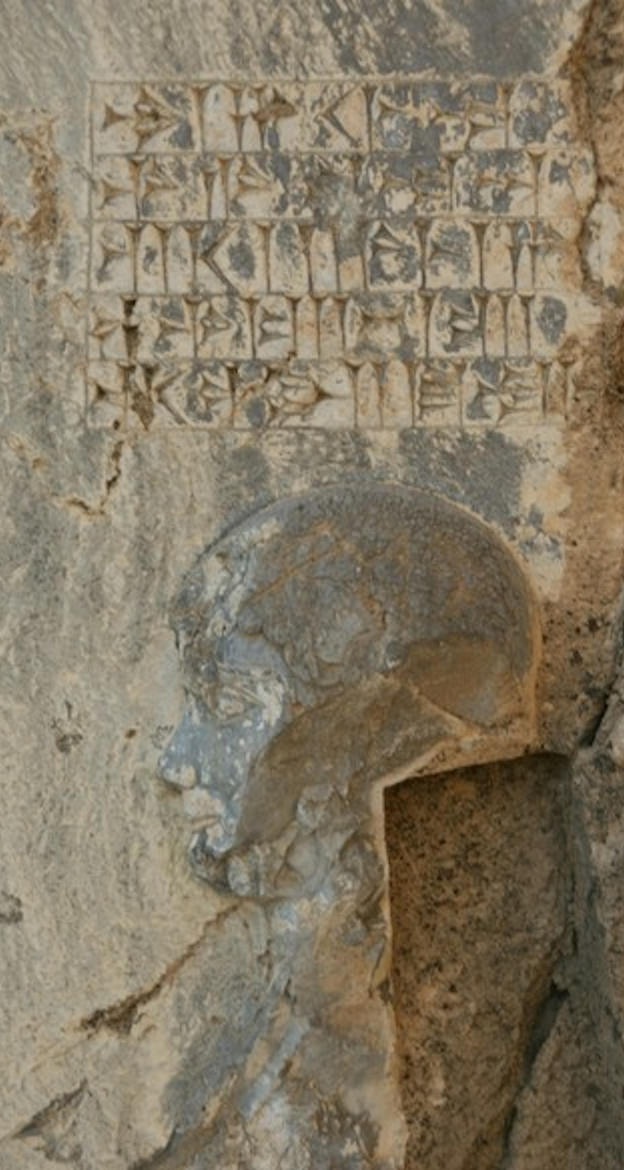
Relief of Âššina 约519 BC: "This is Âššina. He lied, saying "I am king of Elam.""
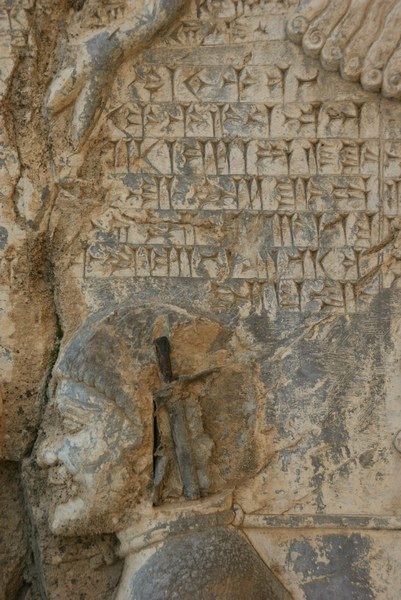
Relief of Nidintu-Bêl: "This is Nidintu-Bêl. He lied, saying "I am Nebuchadnezzar, the son of Nabonidus. I am king of Babylon.""
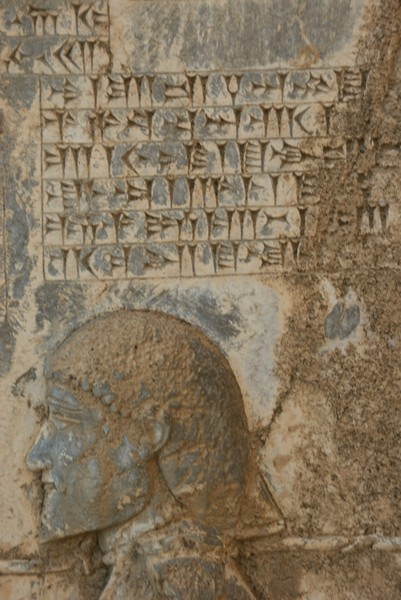
Relief of Tritantaechmes: "This is Tritantaechmes. He lied, saying "I am king of Sagartia, from the family of Cyaxares.""
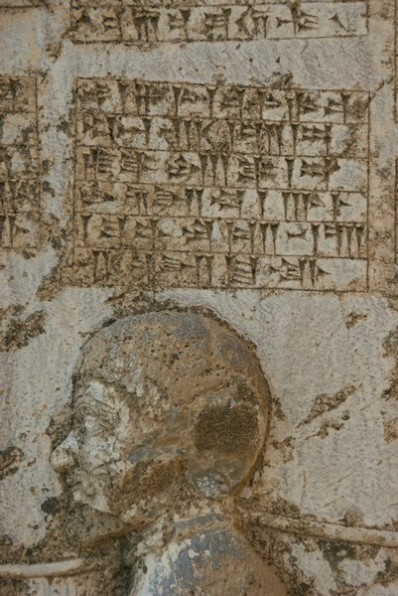
Relief of Arakha: "This is Arakha. He lied, saying: "I am Nebuchadnezzar, the son of Nabonidus. I am king in Babylon.""
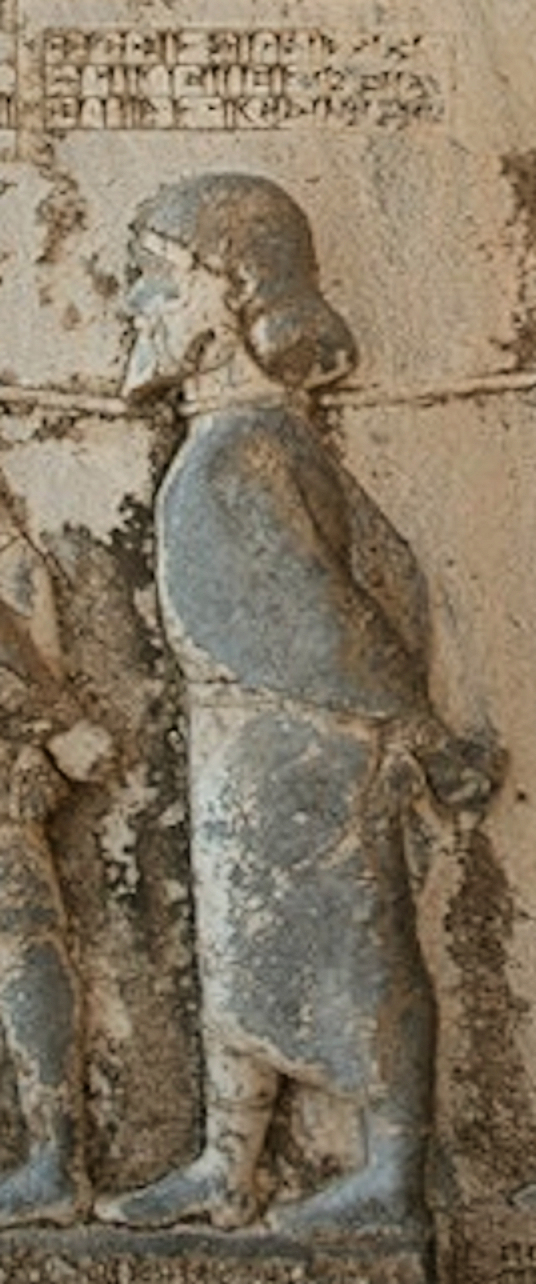
Relief of Frâda: "This is Frâda. He lied, saying "I am king of Margiana.""
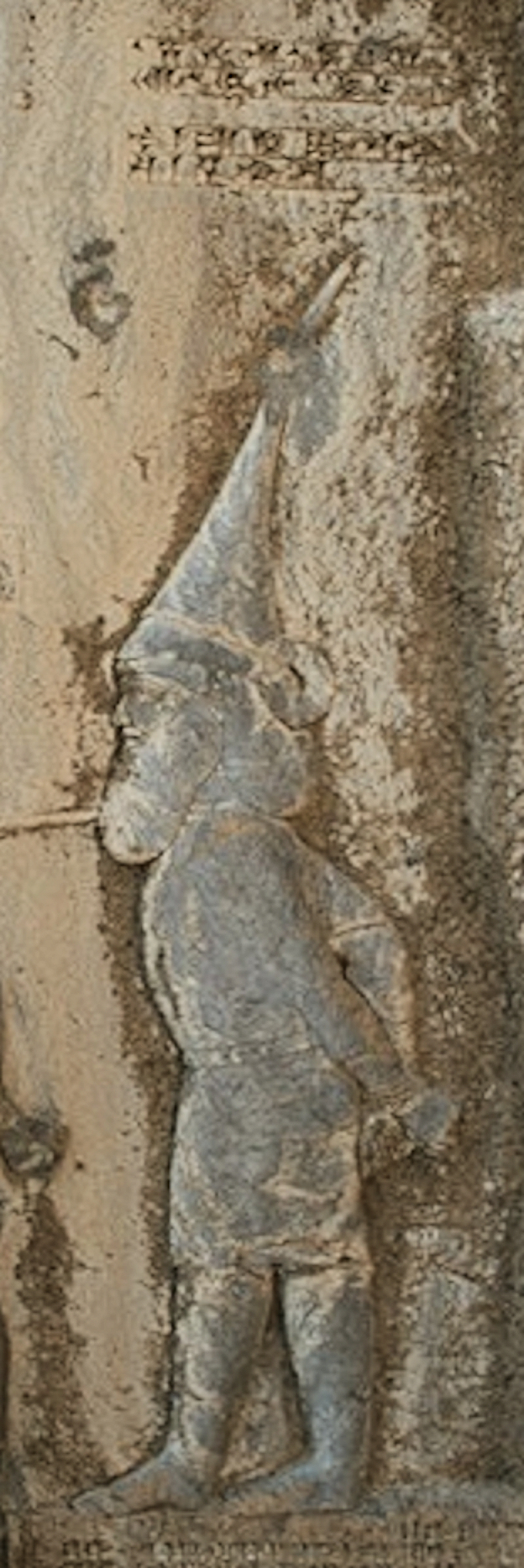
Behistun relief of Skunkha. Label: "This is Skunkha the Sacan."

## 延伸閱讀
- 周洪祥、吴宇虹，《从〈贝希斯敦铭文〉、〈历史〉辨析大流士夺位真相》，《史学史研究》2009年第4期。